# ريتشارد ميتشيل
ريتشارد ميتشيل (بالإنجليزية: Richard Mitchell)‏ هو أكاديمي أمريكي، ولد في 26 أبريل 1929، وتوفي في 27 ديسمبر 2002.